# Wilhelm Creizenach

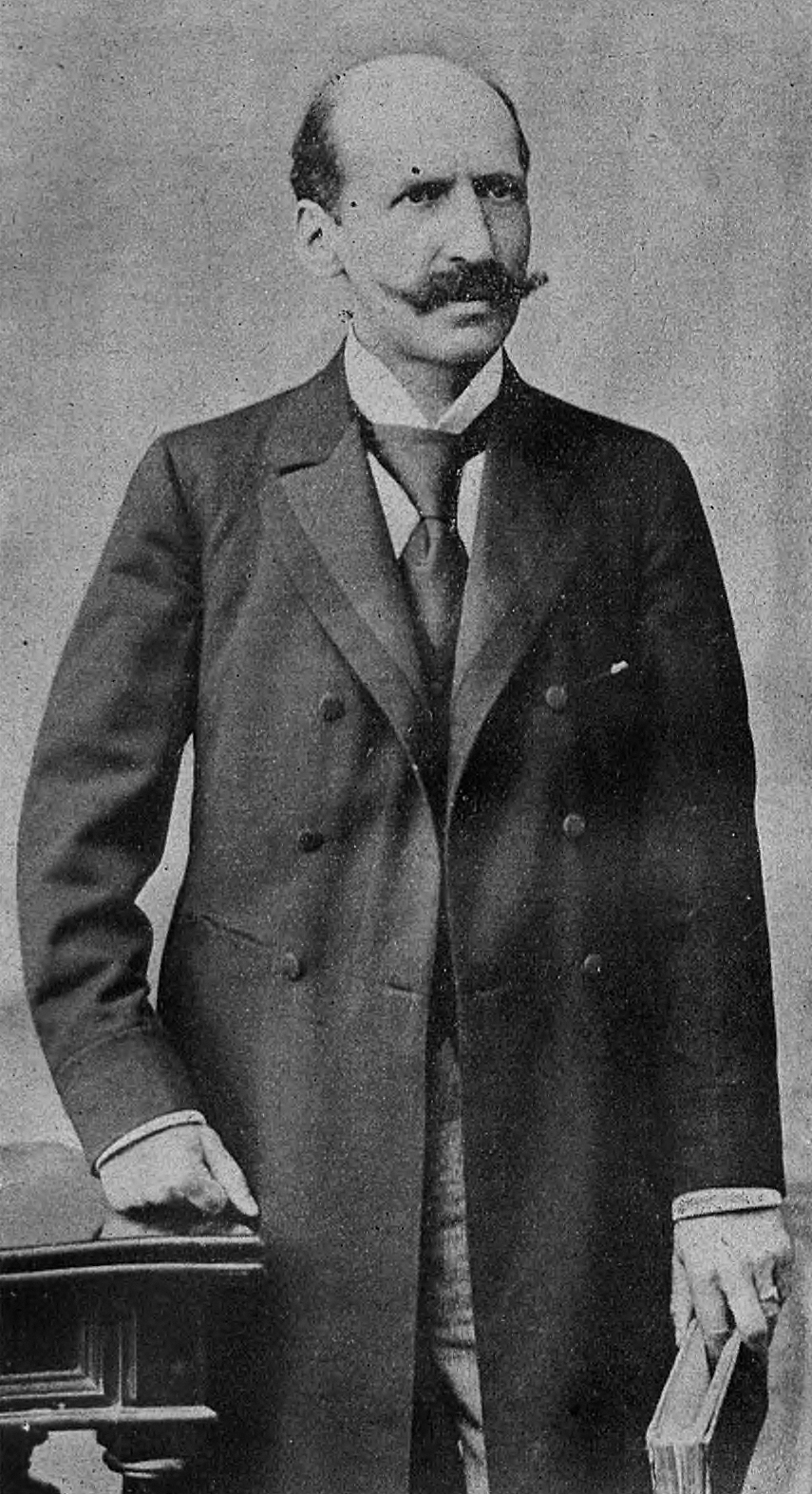
Wilhelm Creizenach, 1908

Wilhelm Michael Anton Creizenach (* 4. Juni 1851 in Frankfurt am Main; † 13. Mai 1919 Dresden) war ein deutscher Literaturwissenschaftler insbesondere auf dem Gebiet des deutschen und englischen Dramas, Professor in Krakau und Mitglied der Akademie der Künste und Wissen.

## Leben und Wirken
Creizenach entstammte einer alten, in Frankfurt hoch angesehenen jüdischen Familie. Sein Großvater Michael Creizenach war ein aufgeklärter Theologe in der Nachfolge Moses Mendelssohns und Reformpädagoge, sein Vater Theodor ein Gymnasialprofessor und Literaturhistoriker, dessen „Dichtungen“ und „Gedichte“ zwar im Judentum wurzelten, der aber „sein Volk durch die Freiheit heben und wahrhaft deutsch machen“ wollte und 1854 zum Protestantismus übertrat. Über eine Taufe seiner Mutter, der Bankierstochter Louise Amalie geb. Flersheim (1824–1907), ist nichts bekannt.
Wilhelm Creizenach studierte Geschichte, Germanistik und Romanistik von 1870 bis 1874 in Göttingen und Leipzig sowie noch ein Jahr Sanskrit bei Berthold Delbrück in Jena. In Leipzig promovierte er 1875 bei Friedrich Zarncke mit einer Dissertation über Judas Ischariot in Legende und Sage des Mittelalters, die im selben Jahr auch im Druck erschien, und habilitierte sich dort auch 1879 auf Grund einer Arbeit Zur Entstehung des neueren deutschen Lustspiels. In den Jahren dazwischen forschte bzw. arbeitete er an den Universitätsbibliotheken von Jena und Breslau, und während der Zeit als Privatdozent für Deutsche Sprache und Literatur an der Universität Leipzig konnte er 1882/83 auch die Bibliothèque nationale in Paris als Bibliotheksassistent nutzen.
1883 erhielt Creizenach einen Ruf als außerordentlicher Professor für Deutsche Sprache und Literatur an die berühmte Jagiellonen-Universität im damals österreichischen Krakau, wo 1850 die erste Lehrkanzel für Germanistik errichtet und mit Karl Weinhold besetzt worden war. Zwei Jahre später nach Creizenachs Berufung wurde die Lehrkanzel zu einem Seminar (d. i. Institut) für Germanistik, Anglistik und Skandinavistik erweitert und Creizenach zu dessen erstem Direktor bestellt. 1886 erfolgte seine Ernennung zum ordentlichen Professor, 1901/02 war er Dekan der philosophischen Fakultät, 1895 wurde er zum korrespondierenden und 1904 zum ordentlichen Mitglied der Akademie der Künste und Wissenschaften (Akademia Umiejętości) in Krakau gewählt. 1912/13 zog er sich vom Lehrbetrieb zurück und übersiedelte nach Dresden, um sich ganz der Fertigstellung seines Lebenswerkes, der fünfbändigen Geschichte des neueren Dramas zu widmen, die bis heute ein Referenzwerk geblieben ist.
Creizenach erforschte und lehrte schwerpunktmäßig die Geschichte der deutschen Literatur vom Mittelalter bis zur Romantik, befasste sich dabei besonders mit dem Drama, mit Goethe, dessen Wilhelm Meister er in Kürschners Deutscher Nationalliteratur edierte, mit der Faustgestalt, aber auch mit historischer Grammatik. Größte Anerkennung fand Creizenach im angelsächsischen Raum als Erforscher des englischen Dramas zur Zeit Shakespeares, wie die mehrfachen Neudrucke seiner diesbezüglichen Arbeiten bei britischen und amerikanischen Verlagen bis in die jüngste Zeit beweisen. Die internationale Anerkennung, die seine Forschungen fanden, zeigt sich auch durch seine ehrenvolle Wahl zum „auswärtigen Mitglied“ der Niederländischen Literaturgesellschaft in Lüttich und zum Ehrenmitglied der Shakespeare-Gesellschaft. Er publizierte nicht nur auf Deutsch, sondern ebenso auf Englisch und ab 1883 auch auf Polnisch.
Creizenachs literarischer Nachlass befindet sich zum großen Teil im Archiv der Polnischen Akademie der Künste und Wissenschaften (PAU) in Krakau, seine Korrespondenz in der Biblioteka Jagiellońska der Krakauer Universität, der er 1919 auch seine Sammlung von fast 3000 Bänden vorwiegend zur Geschichte des Dramas vermacht hatte.

## Veröffentlichungen (Auswahl)
- Legenden und Sagen von Pilatus. In: Beiträge zur Geschichte der deutschen Sprache und Literatur. (PBB) 1 (1874), S. 89–107.
- Armin in Poesie und Literaturgeschichte. In: Preußische Jahrbücher. Band 36, Heft 3, 1875, S. 332–340.
- Judas Ischarioth in Legende und Sage des Mittelalters. Diss. Leipzig 1875. In: Beiträge zur Geschichte der deutschen Sprache und Literatur. Band 2, Heft 2, 1876, S. 177–207, (Leipzig, Universität, Habilitations-Schrift, 1875).
- Versuch einer Geschichte des Volksschauspiels vom Doctor Faust. Niemeyer, Halle (Saale) 1878, (Digitalisat).
- Zur Entstehungsgeschichte des neueren deutschen Lustspiels. Karras, Halle (Saale) 1879, (Leipzig, Universität, Habilitations-Schrift, 1879, Digitalisat).
- Die Bühnengeschichte des Goethe’schen „Faust“. Rütten & Loening, Frankfurt am Main 1881, (Digitalisat).
- Neue Mitteilungen über Caroline Neuber. In: Die Grenzboten. Jahrgang 41, Quartal 2, 1882, S. 75–82.
- “Faust” w pomyśle Lessinga. In: Czas. Jahrgang 1883, Nr. 270, ZDB-ID 1006627-5, S. 1, (online), Nr. 271, S. 1, (online).
- Zu Greene’s James the Fourth. In: Anglia Band 8, 1885, S. 419–423, doi:10.1515/angl.1885.1885.8.419.
- Besprechung: Lenz, J. M. R., dramatischer Nachlaß. Zum ersten Mal herausg. und eingeleitet von Karl Weinhold. Frankfurt a/M., 1884. In:  Literarisches Centralblatt für Deutschland. Jahrgang 1884, Nummer 37, Leipzig 1884, Spalte 1290–1291.
- Studien zur Geschichte der dramatischen Poesie im siebzehnten Jahrhundert. Erster Beitrag. In: Berichte über die Verhandlungen der Königlich Sächsischen Gesellschaft der Wissenschaften zu Leipzig. Philologisch-Historische Klasse. Band 38, 1886, S. 93–118; Zweiter Beitrag. In: Band 39, 1887, S. 1–43
- Der älteste Faustprolog. Selbstverlag, Krakau 1887, (Digitalisat).
- Wilhelm Scherer über die Entstehungsgeschichte von Goethe’s Faust. Ein Beitrag zur Geschichte des literarischen Humbugs. In: Die Grenzboten. Jahrgang 46, Quartal 2, 1887, S. 624–636.
- als Herausgeber: Die Schauspiele der englischen Komödianten (= Joseph Kürschner (Hrsg.): Deutsche National-Litteratur. 23). Spemann, Berlin u. a. 1889, (Digitalisat; Unveränderter reprografischer: Wissenschaftliche Buchgesellschaft, Darmstadt 1967).
- Zur Geschichte der Weihnachtsspiele und des Weihnachtsfestes. Nach Handschriften der Krakauer Universitätsbibliothek. In: Beiträge zur Volkskunde. Festschrift Karl Weinhold zum 50jährigen Doktorjubiläum am 14. Januar 1896 dargebracht im Namen der Schlesischen Gesellschaft für Volkskunde (= Germanistische Abhandlungen. 12). Koebner, Breslau 1896, S. 1–10, (Nachdruck: Olms, Hildesheim u. a. 1977, ISBN 3-487-06166-X).
- Geschichte des neueren Dramas. 5 Bände. Niemeyer, Halle (Saale) 1893–1916.
  - Band 1: Mittelalter und Frührenaissance. 1893, (Digitalisat; 2., vermehrte und verbesserte Auflage. ebenda 1911, Digitalisat).
  - Band 2: Renaissance und Reformation. Theil 1. 1901, (Digitalisat; 2., vermehrte und verbesserte Auflage. ebenda 1918, Digitalisat).
  - Band 3: Renaissance und Reformation. Theil 2. 1903, (Digitalisat; 2., vermehrte und verbesserte Auflage. ebenda 1923, Digitalisat).
  - Band 4: Das englische Drama im Zeitalter Shakespeares. Theil 1. 1909, (Digitalisat).
  - Band 5: Das englische Drama im Zeitalter Shakespeares. Theil 2. 1916, (Digitalisat).
  - dazu: Paul Otto: Register zu Bd 1–3. Niemeyer, Halle (Saale) 1904, (Digitalisat).
  - Teilübersetzung: The English Drama in the Age of Shakespeare. Translated from ‘Geschichte des neueren Dramas’. Lippincott u. a., Philadelphia PA u. a. 1916, (Digitalisat; mehrere Nachdrucke).
- Greene über Shakespeare. In: Jakob Schipper (Hrsg.): Festschrift zum VIII. Allgemeinen Deutschen Neuphilologentage in Wien, Pfingsten 1898. Braumüller, Wien u. a. 1898, S. 142–144.
- „Der Bestrafte Brudermord“ and Its Relation to Shakespeare’s „Hamlet“. In: Modern Philology. Band 2, Nummer 2, 1904, S. 249–260, doi:10.1086/386639.
- O niemieckim opracowaniu Hamleta Szekspirowskiego z XVII wieku. In: Sprawozdania z Czynności i Posiedzeń Akademii Umiejętności w Krakowie. Band 9, Nummer 8, 1904, S. 3, (online).
- als Herausgeber: Johann Wolfgang Goethe: Wilhelm Meisters Wanderjahre. Mit Einleitung und Anmerkungen (= Eduard von der Hellen (Hrsg.): Goethes sämtliche Werke. Jubiläumsausgabe in 40 Bänden. Band 17–18). 2 Bände. Cotta, Stuttgart 1904.
- Badania nad komedyą Szekspira „Poskromienie złośnicy“. In: Sprawozdania z Czynności i Posiedzeń Akademii Umiejętności w Krakowie. Band 14, Nummer 1, 1909, S. 3.
- The Early Religious Drama. In: Adolphus W. Ward, Alfred R. Waller (Hrsg.): Cambridge History of English Literature. Band 5: The Drama to 1642. Teilband 1. Cambridge University Press, Cambridge u. a. 1910, S. 36–6.

- Über 20 Biographien in der Allgemeinen Deutschen Biographie (ADB).